# Ticiana Villas Boas
Ticiana Tanajura Villas Boas Batista, más conocida como Ticiana Villas Boas (Salvador, 22 de noviembre de 1980), es una periodista y presentadora de televisión brasileña.

## Biografía
Ticiana empezó su carrera en 2005 en Bahía, su estado natal, como reportera en Jornal da Band, en Rede Bandeirantes. En 2006, fue transferida para São Paulo y en 2007, asumió la presentación de la revista electrónica Atualíssima junto a Leão Lobo. En 2008, regresó a Jornal da Band como presentadora junto a Ricardo Boechat. Participó y presentó coberturas importantes como la venida del Papa a Brasil, Juegos Olímpicos, Copa Mundial de Fútbol, además de las tragedias de las inundaciones en Santa Catarina y de los deslizamientos y muertes en Teresópolis, en el estado de Río de Janeiro.
En 2010, Ticiana ganó Troféu Mulher Imprensa de Mejor Presentadora de Noticiero en 2009, promovido por la revista Imprensa. El 28 de abril de 2015, firmó contrato con SBT para conducir el reality show Bake Off Brasil. En la misma emisora, presentó otro reality show desde febrero de 2016, BBQ Brasil: Churrasco na Brasa (Asado en la Parrilla). En octubre del mismo año, condujo también el reality Duelo de Mães (Duelo de Madres). En 2017, dejó SBT cuando su marido, Joesley Batista, se volvió alvo de investigación de la Policía Federal, envolvido con negocios ilícitos entre el gobierno y JBS.
En julio de 2020, fue invitada para presentar Bake Off Brasil durante tres semanas en las cuales Nadja Haddad testó positivo para Covid-19. En 2021, después de ser echada para el programa Vem Pra Cá, firmó con Band y regresó con Duelo de Mães. El 11 de febrero de 2022, Ticiana anunció su salida de Band por segunda vez, además de estar dejando definitivamente la televisión para dedicarse a nuevos proyectos.

## Controversias
Ticiana está casada con el empresario Joesley Batista, presidente de J&F, holding de JBS, una de las mayores industrias de alimentos del mundo. En mayo de 2014, una controversia surgió después de la retirada del site de la revista Veja, sin mayores explicaciones, de un video donde la periodista daba una entrevista sobre su vida de mujer casada y rica sin límites de gastos personales y sin conocimiento de precios de cosas comunes del día a día como nafta de automóvil. Según otro site, Imprensa, el material fue quitado del portal de la revista después de presiones del empresario, con Veja cedendo a la exigencia por miedo de perder sus anunciantes. Entre otros, Batista también es el propietario de marcas como Seara y Neutrox.

## Trabajos en la televisión
| Año                | Título                         | Papel                                   | Emisora           |
| ------------------ | ------------------------------ | --------------------------------------- | ----------------- |
| 2006-2015          | Jornal da Band                 | Reportera (2006-2007) Ancla (2008-2015) | Rede Bandeirantes |
| 2007               | Atualíssima                    | Presentadora                            | Rede Bandeirantes |
| 2015 - Actualmente | Bake Off Brasil: Mão na Massa  | Presentadora                            | SBT               |
| 2016               | BBQ Brasil: Churrasco na Brasa | Presentadora                            | SBT               |
| 2016               | Duelo de Mães                  | Presentadora y Directora                | SBT               |